# Paraplatoides caledonicus
Paraplatoides caledonicus là một loài nhện trong họ Salticidae.
Loài này thuộc chi Paraplatoides. Paraplatoides caledonicus được Lucien Berland miêu tả năm 1932.